# Pietro Barbarito
Pietro Barbarito (Accettura, 28 settembre 1925 – Accettura, 17 giugno 2019) è stato un politico italiano.

## Biografia
Nato in una famiglia modesta, riuscì a conseguire la laurea in giurisprudenza presso l'università di Napoli, esercitando poi la professione di avvocato per 50 anni.
Nel secondo dopoguerra fondò ad Accettura il circolo della Democrazia Cristiana insieme a Peppino Velluzzi ed altri giovani. Eletto consigliere comunale e nominato vicesindaco negli anni 1950, divenne dagli anni 1960 la figura politica di spicco nel circondario di Accettura per una trentina di anni.
Fino agli anni 1980 ricoprì il ruolo di dirigente negli organi direttivi provinciali e regionali del partito democristiano. Fu eletto consigliere provinciale dal 1975 al 1990, con incarico di capogruppo. Venne eletto Presidente della Provincia di Matera, ricoprendo l'incarico dall'8 agosto 1980 al 17 giugno 1984.